# 李昭南
李昭南（藝名：英語：，1989年3月28日—），香港女藝人，現為ViuTV拍攝電視節目，2016年美國全美華埠小姐第二公主，曾經在華盛頓的電視台當主播，後回流香港發展。

## 簡歷
李昭南家族經營酒樓生意，生意包括於1980年代至1990年代在香港的知名食府海城大酒樓夜總會及海洋皇宮大酒樓。香港出世，後跟家人移民美國。其母親朱明潔曾代表加利福尼亞州奧克蘭參加1981年全美華埠小姐競選，並獲得季軍。李昭南對上有兩名胞姊，小時候父母已離異。 
加州聖利安卓高校（San Leandro High School）畢業後，以全額獎學金入讀加州大學戴維斯分校，以高等榮譽成績畢業於傳播及舞台系，求學時期贏過不少西方古典鋼琴獨奏及歌唱比賽。為發展音樂及演藝事業，放棄美國華盛頓政府總部電視台主播職位，回流香港發展。她於近期專訪中強調，希望觀眾能看到她的多面向，例如在專欄及節目中展示具社會責任感及學術理念方面，而非單純表面性感。
回港初期，她獨自搬進了一間200呎的劏房，白天當投資者關係公關，凌晨一點下班回家寫歌，週末帶著電子琴到時代廣場busking，間中通宵留在band房為演出做好準備。其後除接拍電視廣告及創作音樂之外，亦開始接觸荷李活電影選角工作；負責進行選角之電影包括米高·曼執導《黑客特工》及米高·比爾執導《變形金剛4》。
至2016年，李昭南回到美國參選全美華埠小姐，得到了第二公主的名銜。之後加入ViuTV做主持及拍劇，簽約後第一個節目為《Good Night Show全民星戰》主持。除流利以兩文三語擔任司儀，還擅長演奏鋼琴，精通於搖滾鼓、手風琴、自動竪琴、結他，亦擅長自彈自唱及擁有天籟之聲（perfect pitch）的技能，也是香港女子樂隊Luna的隊長。
李昭南2016年傳出跟香港藝人吳浩康拍拖，2018年分手。
2020年下半年，為了希望突破自己，她毅然主動向公司申請了停薪留職的安排，展開了《全民造星III》的血淚旅程。惟因早前患上甲亢，導致身體沒有最佳狀態之下參賽，最終不能進入40強階段。
除了主持及電視劇演出外，她於2019年年末推出個人音樂作品《勒索》，主題關於人際關係相處間出現「情緒勒索」的問題。有報導指出，她藉歌詞控訴自己被前度吳浩康欺騙，但她沒有否認。然後於2020年11月初推出改編台灣歌手?te壞特的作品《Cazzo》。推出之前，她在《全民造星III》前哨戰中也使用了此歌曲來作跳唱表演，並且成功躋身50強。

## 曾獲獎項與提名
| 年份   | 獎項                          | 結果 |
| 2016年 | 全美華埠小姐競選2016 第二公主 | 獲獎 |

## 演出

### 主持節目
| 首播   | 節目名                         | 備註                                                 |
| ViuTV  |                                |                                                      |
| 2018年 | Good Night Show 全民星戰       | 與梁漢文、林敏驄、許博文、黃心美、陳俞希、黃奕晨合作 |
| 2018年 | Good Night Show 全民睇波派對   | 與黃心美、許博文、陳俞希、黃奕晨合作                 |
| 2018年 | 新世紀潮爆老友                 | 與詹朗林合作                                         |
| 2018年 | 交通銀行香港除夕倒數           | 與林曉峰合作                                         |
| 2019年 | 樂齡日記                       | 第一輯；與詹朗林、胡希文、曾贊學合作                 |
| 2019年 | 未來教室                       | 與虞逸峯、詹朗林、胡希文、沈殷怡合作                 |
| 2020年 | Chill Club 推介                |                                                      |
| 2020年 | 區區有樂2                      | 與沈殷怡、譚凱倫、廖嘉輝、王頌茵等合作               |
| 2020年 | 今晚趁熱食                     | 外景主持及「真人大測試」參加者                       |
| 2020年 | 在地夢想家                     | 與安德里合作 (ViuTV Six節目)                         |
| 2020年 | 設計營商周2020                 | 與虞逸峯合作 (ViuTV Six特別節目)                     |
| 2021年 | Chill Club 推介榜年度推介20/21 | 環節主持                                             |
| 2021年 | 長知昔                         | 主持                                                 |
| 2021年 | 蟲前有10個女仔                 |                                                      |
| 2022年 | 磚們港樓                       | 主持                                                 |
| 2022年 | 創文館                         | 主持                                                 |
| 2022年 | 今餐有料到                     | 主持                                                 |
| 2022年 | 老友再起飛                     | 主持                                                 |
| 2022年 | 姊妹們的國際市場               | 固定嘉賓                                             |
| 2022年 | 異鄉留民 2                     | 主持 (ViuTV Six節目)                                 |
| 2022年 | 香港青年設計才俊獎創意傳承     | 主持 (香港設計中心特約節目)                          |
| 2022年 | 養生一族                       | 主持                                                 |
| 2023年 | 第95屆奧斯卡金像獎             | 與蔡宛珊合作 (ViuTV Six節目)                         |
| 2023年 | 長知昔2                        | 主持                                                 |
| 2023年 | 究竟做緊乜                     | 主持                                                 |
| 2023年 | Chill Club 推介榜年度推介22/23 | 環節主持                                             |
| 2023年 | 準時開飯                       | 主持                                                 |
| 2024年 | 藝術團睇2                      | 主持                                                 |
| 2024年 | 今天只做一「健」事             | 主持                                                 |
| 2024年 | Chill Club 推介榜年度推介23/24 | 主持                                                 |
| 2024年 | 今天只做1件事                  | 主持                                                 |
| 2025年 | 搵食搵過界                     | 主持                                                 |

### 節目演出
| 首播     | 節目名                      | 備註                            |
| 香港電台 |                             |                                 |
| 2015年   | 那些年‧那些歌               | 《怎去開始解釋這段情》 譚詠麟篇 |
| 2020年   | 演藝盛薈．音樂到會          | 與黃劍文合唱Imagine             |
| ViuTV    |                             |                                 |
| 2020年   | 鼠年行運要點相              | 第2集嘉賓                       |
| 2020年   | 點相 III 先機算             | 現場觀眾                        |
| 2020年   | Chill Club                  | 第15集嘉賓                      |
| 2020年   | 全民造星III                 | 50強參賽者                      |
| 2020年   | 轉機 ON AIR                 | 第10集嘉賓                      |
| 2021年   | ViuTV 5周年：繼續向前       | 出席藝人                        |
| 2021年   | 考有Feel                    | 第5,6集參賽者                   |
| 2021年   | 海陸勁技場                  | 第1,2集參賽者                   |
| 2021年   | ViuTV 2022                  |                                 |
| 2022年   | 七福星                      | 第10集嘉賓                      |
| 2022年   | ViuTV 2023                  |                                 |
| 2023年   | 粉絲福利署                  | 第49集嘉賓                      |
| 2023年   | ViuTV年中無休2023節目發佈會 |                                 |

### 電視劇
| 首播      | 節目名             | 角色                 |
| ViuTV     |                    |                      |
| 2019年    | 詭探前傳           | 陳新偉女友（第11集） |
| 2019年    | 理想國—苟延殘喘    | Crystal              |
| 2019年    | 理想國—1.2米的距離 | Alice                |
| 2019年    | 娛樂風雲           | 女主持（第45集）     |
| 2019年    | 假設性無罪         | 吳莉莉               |
| 2019年    | 黑市—黃牛          | Joyce                |
| 2019年    | 黑市—心靈寫真      | 小花                 |
| 2020年    | 暖男爸爸           | Nami                 |
| 2022年    | 冥冥之中           | Mary                 |
| 2023年    | 和解在後           | 錢懿婷（第5集）      |
| 2025年    | 弊傢伙！我要去祓魔 | 問米嫂               |
| Studio VO |                    |                      |
| 製作中    | THE SEASON         |                      |

### 電影
| 上映年份 | 電影名稱   | 角色 |
| 2015年   | 華麗上班族 |      |
| 2016年   | 暗色天堂   |      |
| 2019年   | 翠絲       |      |

## 著作
- 《筆畫童心 - 媽媽助南南出版的第一本書》，2001年2月，Yeelina Chu Ltd.出版 (ISBN 962641270-4)

## 外部連結
- 李昭南的Facebook專頁
- 李昭南的Instagram帳戶
- YouTube上的李昭南頻道